# Rezerwat przyrody Przysłup
Rezerwat przyrody Przysłup – leśny rezerwat przyrody położony w województwie podkarpackim na terenie gmin Lesko (powiat leski) i Sanok (powiat sanocki).
Obszar chroniony utworzony został 18 sierpnia 2021 r. na podstawie Zarządzenia Regionalnego Dyrektora Ochrony Środowiska w Rzeszowie z dnia 3 sierpnia 2021 r. w sprawie rezerwatu przyrody „Przysłup” (Dz. Urz. Woj. Podk. z 2021 r., poz. 2758). Starania o objęcie go ochroną podejmowano już w latach 80. i 90. XX wieku, a w 2016 uznano go za ostoję ksylobiontów.

## Położenie
Rezerwat ma 213,12 ha powierzchni. Obejmuje obszar południowego zbocza góry Przysłup w Górach Słonnych, należącego do obrębów ewidencyjnych Manasterzec (większość) i Załuż (niewielki fragment) oraz do nadleśnictwa Lesko. W niewielkiej odległości zlokalizowane są rezerwaty Góra Sobień i Polanki, a także przełęcz Przysłup. Teren ten leży w całości w granicach Parku Krajobrazowego Gór Słonnych, jak również obszarów Natura 2000: specjalnego obszaru ochrony siedlisk Ostoja Góry Słonne PLH180013 oraz obszaru specjalnej ochrony ptaków Góry Słonne PLB180003.

## Charakterystyka
Celem ochrony rezerwatowej jest „zachowanie ekosystemu leśnego, obejmującego zbiorowisko żyznej buczyny karpackiej wraz z cennymi gatunkami flory i fauny”. Wśród występujących tu drzew pojawiają się także jawor, klon, paklon i wiąz górski. Na jego walory składają się m.in. dobrze zachowany zwarty starodrzew ze złomami i wywrotami, doliny potoków oraz runo z dominującą miesiącznicą trwałą. Za najatrakcyjniejszą uważa się północno-wschodnią część obszaru. Rezerwat obejmuje ekosystem borów górskich i podgórskich.
Według stanu na wrzesień 2021 rezerwat nie ma wyznaczonego planu ochrony ani zadań ochronnych. Nie jest on udostępniany do użytku turystycznego. Przy jego północno-wschodniej granicy biegną czerwony szlak turystyczny PTTK, żółty szlak spacerowy na lądowisko w Bezmiechowej Górnej, a także szlak konny.